# Sportpark Höhenberg
Lo Sportpark Höhenberg è un impianto sportivo polivalente di Colonia, in Germania.
Inaugurato nel 1931, è sede degli incontri calcistici interni del Viktoria Colonia ma è utilizzato anche dalla formazione di football americano dei Cologne Crocodiles nonché dalla nazionale di rugby a 15 della Germania in occasione di alcuni incontri internazionali.
L'impianto ha una capacità di 6 214 posti a sedere di cui circa la metà coperti.

## Storia
Lo stadio sorge nel quartiere cittadino di Höhenberg.
Nato come campo di calcio da 30 000 posti, nel 1931 fu corredato di pista d'atletica da 100 metri e ridotto a 18 000 posti: già all'epoca era utilizzato dal Colonia 04, nome dell'attuale Viktoria Colonia.
Sostanzialmente l'impianto rimase lo stesso per gran parte del dopoguerra.
La proprietà fu conferita, come gli altri impianti della città, all'agenzia municipalizzata Kölner Sportstätten che la diede in gestione al Viktoria.
Lo stadio affrontò lavori di ristrutturazione nel terzo millennio, dal 2011 in poi, e dopo un accordo con lo sponsor del club, la società dell'Aeroporto di Colonia-Bonn (Flughafen Köln/Bonn, abbreviata in Flughafen), prese il nome di Flughafen Stadion fino al 2015; in seguito la compagnia rimase solo come sponsor della squadra ma l'impianto tornò al nome originario.
Strutturalmente lo stadio ha una sola tribuna coperta di circa 3 000 posti, il che rappresenta la metà della capacità totale dell'impianto; la capienza totale è di 6 214 posti interamente a sedere.
Oltre all'occupante storico del Viktoria Colonia, lo stadio ospita il club di football americano dei Cologne Crocodiles e, saltuariamente, è a disposizione della federazione tedesca di rugby per gli incontri della nazionale nel campionato europeo: la prima volta fu usato per l'edizione 2014-16 e a tutto il 2019 ha sempre ospitato almeno una volta a stagione il XV della Germania.